# Абдигапар-хан
Абдигапар-хан (каз. Әбдіғаппар хан, до 2023 г. — Жанакала) — село в Костанайской области Казахстана. Находится в подчинении городской администрации Аркалыка. Административный центр и единственный населённый пункт Жанакалинского сельского округа. Код КАТО — 391648100.

## Население
В 1999 году население села составляло 588 человек (288 мужчин и 300 женщин). По данным переписи 2009 года, в селе проживало 411 человек (206 мужчин и 205 женщин).